# Genommutation
Eine Genommutation ist eine Veränderung in der Zahl der Chromosomen eines Organismus oder einer Zelle. Derartige Veränderungen in einer Zelle werden an die Tochterzellen weitergegeben. Entstehen aus diesen Zellen Tochterorganismen, so wird die Genommutation an den Nachwuchs vererbt, bei Tieren also über Zellen der Keimbahn.
Genommutationen werden mit Chromosomenmutationen, bei denen sich die lichtmikroskopisch sichtbare Struktur der Chromosomen ändert, zusammengefasst unter dem Begriff der Chromosomenaberrationen; Chromosomenmutationen werden dabei als strukturelle Chromosomenaberration bezeichnet, Genommutationen als numerische.
Dagegen werden Mutationen, die nur ein einziges Gen betreffen und nicht lichtmikroskopisch sichtbar sind, als Genmutationen bezeichnet.

## Arten der Genommutation
Unter dem Begriff der Genommutation in engem Sinn werden numerische Chromosomenaberrationen verstanden, also Abweichungen hinsichtlich der Zahl an Chromosomen. Hierbei wird unterschieden zwischen Abweichungen im Vielfachen des Chromosomensatzes, einer Polyploidie, und Abweichungen in der Grundzahl des Chromosomensatzes, einer Aneuploidie.

## Polyploidie
Bei einer Polyploidie liegen alle Chromosomen eines Chromosomensatzes mehrfach vor, also mehr als zweifach (diploid, 2n), mindestens dreifach (triploid, 3n). Häufig wird die Vervielfachung durch die fehlende Ausbildung eines Spindelapparates verursacht.

### Bei Nutzpflanzen
Polyploidie kommt bei Kulturpflanzen nicht selten vor. Oft ist dies kein Zufall, sondern Folge einer vom kultivierenden Menschen durch Kreuzungen herbeigeführten Erhöhung der Chromosomensatzzahl. Bei Nutzpflanzen wie Weizen – Süßgräser der Gattung Triticum – beispielsweise stammen die ältesten angebauten Getreidearten, der diploide Einkorn (Triticum monococcum) und der tetraploide (4n) Emmer (Triticum dicoccum) von gesammelten Wildarten gleichen Ploidiegrades ab. Die später domestizierten Arten wie der tetraploide Hartweizen (Triticum durum) und die hexaploiden Dinkel und Weichweizen (Triticum aestivum) sind allein aus der Kultur bekannt und aus Kreuzungen hervorgegangen. Eine Kreuzung aus Weichweizen und Roggen ist das oktoploide Getreide Triticale. Infolge verstärkter Genexpression des vergrößerten Zellkerns in den Zellen der polyploiden Nutzpflanzen liefern diese häufig einen deutlich höheren Ertrag.

### Beim Menschen
Polyploidie kann auch beim Menschen auftreten, ist jedoch für den betroffenen Embryo immer tödlich. Die Vermehrung um einen gesamten Chromosomensatz können menschliche Organismen nicht überleben, doch in bestimmten Fällen die Vermehrung eines einzelnen Chromosoms, zum Teil allerdings mit schweren Behinderungen (siehe Aneuploidie).

## Aneuploidie
Bei einer Aneuploidie ist die Zahl einzelner Chromosomen vermehrt oder vermindert, was auf Unregelmäßigkeiten während der Zellteilung zurückgeführt wird. Ursache ist meistens eine fehlerhafte Trennung der Chromosomen während der Zellteilung (Non-Disjunction). Bekanntestes Beispiel ist das Down-Syndrom beim Menschen.

### Beim Menschen
Im Unterschied zur Polyploidie führt ein Hinzufügen einzelner Chromosomen, beispielsweise eine sogenannte Trisomie, nicht zwangsläufig zu einer Fehlgeburt. Ob es zu einer Fehlgeburt kommt oder nicht, ist ebenso wie die Art der körperlichen Veränderung von dem betroffenen Chromosom abhängig. Jedoch sind teilweise (je nach Lokation der Trisomie) massive körperliche und geistige Behinderungen zu erwarten.
Folgende Formen autosomaler Trisomie können auftreten, ohne dass unmittelbar ein Abort eintritt:
- Trisomie 8 (Warkany-Syndrom 2),
- Trisomie 13 (Pätau-Syndrom),
- Trisomie 18 (Edwards-Syndrom)
- sowie, am bekanntesten, Trisomie 21 (Down-Syndrom).

Bei den drei erstgenannten Trisomien treten oft schwerste Behinderungen der inneren Organe und des Gehirns auf. Die betroffenen Säuglinge weisen in der Regel eine ausgeprägte Entwicklungsverzögerung sowohl auf körperlicher, als auch auf geistiger Ebene auf. Die Betroffenen von Trisomie 13 und 18 erreichen selten das Alter von 10 Jahren. Der Eintritt ins Erwachsenenalter wurde bei diesen Trisomieformen – im Gegensatz zur Trisomie 21 – noch nie beobachtet bzw. erfasst. Trotz dem medizinischen Fortschritt ist aufgrund der massiven Organschäden, die mit Trisomie 13 und 18 einhergehen, ein Eintritt ins Erwachsenenalter in den nächsten Jahren so gut wie ausgeschlossen.
Sind die Geschlechtschromosomen (Gonosomen) von der Trisomie getroffen, so ergeben sich in der Regel für die Betroffenen nicht so dramatische Folgen wie bei autosomaler Trisomie. Eine gonosomale Trisomie ist häufig mit einer eingeschränkten Fruchtbarkeit (Fertilität) verbunden, eventuell mit Unfruchtbarkeit (Sterilität).
Teilweise (vor allem beim Jacobs-Syndrom "Super-Mann-Syndrom") liegt sogar ein gesteigerter Geschlechtstrieb (Libido) auf. Auch sind männertypische Verhaltensweisen (zum Beispiel gesteigerte Aggressionsbereitschaft) auf Grund des pathologisch erhöhten Testosteronspiegels. Die folgenden Gonosomtrisomien können auftreten:
- XXY-Syndrom (Klinefelter-Syndrom)
- XYY-Syndrom  (Jacobs-Syndrom)
- Triple-X-Syndrom (Super-Female-Syndrome)

Die vergleichsweise geringen Auswirkungen einer Gonosomtrisomie sind mit der spezifischen Größe des Chromosoms zu erklären. Je größer ein Chromosom ist, desto größere Teile des Organismus werden von ihm codiert. Die Geschlechtschromosomen sind die kleinsten im menschlichen Genom vorkommenden Chromosomen und kodieren demnach nur sehr kleine Bereiche des menschlichen Gencodes.
Bei den folgenden Chromosomen ist eine Lebensfähigkeit gegeben, wenn das Chromosom nur teilweise (partiell) getroffen wurde. Ist das komplette Chromosom getroffen, ist ein Überleben der Frucht ausgeschlossen.
- Trisomie 3q
- Trisomie 9p
- Trisomie 10p
- Trisomie 12p

Ist ein anderes Chromosom getroffen, kommt es zwangsläufig zur Fehlgeburt, da der Embryo nicht lebensfähig ist.